# Giustiniano Degli Azzi
Giustiniano Degli Azzi Vitelleschi (Perugia, 13 luglio 1874 – Firenze, 13 agosto 1960) è stato uno storico, archivista e bibliotecario italiano.

## Biografia
Di nobile famiglia, si iscrisse giovanissimo alla Facoltà di Giurisprudenza. Dal febbraio 1898 al luglio 1901 fu bibliotecario e archivista del Comune di Perugia. Dal 24 luglio 1901 lavorò all'Archivio di Stato di Lucca, dal 25 giugno 1902 all'Archivio di Stato di Firenze. Nel 1915 si ritirò per motivi di salute.
Nel 1910 divenne ufficiale dell'Ordine della Corona d'Italia, nel 1912 vicepresidente della Deputazione di Storia Patria per l'Umbria. 
È ricordato soprattutto per la sua pubblicazione inerente alle stragi di Perugia. Fu attivo soprattutto a livello di ricerche storiche e genealogiche, collaborando con illustri personaggi del suo tempo quali Giuseppe Mazzatinti, Vittorio Spreti, Giovanni Cecchini.

## Opere principali
- L'insurrezione e le stragi di Perugia del giugno 1859 : pubblicazione commemorativa in occasione del 50. anniversario, a cura del comitato cittadino per l'erezione di un monumento in memoria del 20 giugno, Perugia, 1909 (ristampa anastatica a cura del Comune di Perugia del 2009)
- Saggio di bibliografia araldica italiana : supplemento a l'Enciclopedia storico-nobiliare italiana (con Vittorio Spreti), Milano, 1936 (rist. Bologna, Forni, 2002)
- Gli archivi della storia d'Italia (con Giuseppe Mazzatinti), Rocca S. Casciano : Cappelli, 1897-1899, 9 voll.
- Codice nobiliare araldico (con Giovanni Cecchini), Firenze, 1928 (ristampa anastatica: Sala Bolognese, Forni, 1974)